# 654

## Догађаји
- Цар Констанс II поставља свог сина Константина IV, двогодишњака, за савладара (Августа). Превише је млад да би владао као монарх Византијског царства, а његова титула остаје као звање.
- Краљ Рекесвинт саставља Liber Judiciorum у Толеду, визиготски законик заснован на римском праву, који успоставља једнакост између Гота и Хиспано-Римљана без обзира на расне или културне разлике.
- Краљ Пенда од Мерсије побеђује Источне Англичане код Булкампа близу Блитбурга (Сафок). Краљ Ана од Источне Англије и његов син Јурмин су убијени.
- Муавија, гувернер Сирије, поставља велики гарнизон на Кипар. Осваја грчко острво Кос у Додеканезу.
- Арапски освајачи прелазе реку Оксус, у ономе што ће касније бити Узбекистан. Номадска турска племена настављају да контролишу Централну Азију.
- 24. новембар – Цар Котоку умире након 9-годишње владавине; Когјоку (његова старија сестра) је враћена на престо под именом Саимеи.
- Такамуко но Куромаро, јапански дипломата, поново је послат у династију Танг, али умире по доласку у Чанг'ан.
- Мујеол постаје краљ корејског краљевства Сила.
- 10. август – Прогнани папа Мартин I је свргнут, а наследио га је папа Евгеније I, као 75. римски епископ. 17. септембра, Мартин је одведен у Цариград и јавно понижен због тога што је осудио византијског цара Констанса II 649. године.
- Филиберт, франачки монах, добија поклон од краља Кловиса II од Неустрије и оснива опатију Жимијеж у Нормандији.